# 河上彦斎
河上 彦斎（かわかみ げんさい）は、幕末から明治時代初期にかけての尊皇攘夷派の熊本藩士。諱は玄明（はるあきら）。幕末の四大人斬りの一人とされる。明治維新後も攘夷を強固に主張しつづけたため、藩と新政府に危険視され、38歳（満37歳）で斬首された。また、漫画『るろうに剣心』の主人公、緋村剣心のモチーフとなった。
インターネット等で拡散している「河上彦斎の写真」は別人（無名）である。河上彦斎の写真は1枚も確認されていない。

## 生涯
肥後細川藩熊本城下の新馬借町（現在の熊本市中央区新町3丁目）で、下級藩士小森貞助とその妻和歌の次男として生まれた。初め名前は彦次郎であった。同藩の同じく下級藩士の河上源兵衛（または彦兵衛）の養子となり、名を彦斎と改めた。
16歳で茶坊主として藩主邸の花畑屋敷で召し抱えられ、藩主に近習。掃除坊主から国老附坊主に出世した。儒学者轟武兵衛や国学者林桜園に師事し、神風連の太田黒伴雄や加屋霽堅とともに、兵法を宮部鼎蔵に学んで、尊皇攘夷の思想を固めたのもこの頃で、彦斎は特に排外主義的な攘夷論者であった。
文久の頃より、清河八郎等と交わり尊皇攘夷派として活動。蓄髪して僧籍を脱する。文久3年（1863年）、熊本藩親兵選抜となり、宮部鼎蔵らと同格の幹部に推された。
容姿は、身の丈5尺前後（150cmほど）と小柄で色白であったため、一見女性の様であったという。剣は我流で、片手抜刀の達人（片膝が地面に着くほど低い姿勢からの逆袈裟斬り）であったと伝えられている。伯耆流居合を修行したという説もあり、当時、熊本藩で最も盛んだった居合が伯耆流だったということと、所作こそ異なるものの伯耆流には逆袈裟斬りの業が多い点がその根拠となっている。ただし、川上彦斎の子孫による雲弘流剣術を習っていたとの証言もある。
八月十八日の政変後、京を追われて長州へ移り、三条実美の警護を務めた。以後長州人の攘夷派と親しくし人脈を作った。
元治元年（1864年）6月の池田屋事件で新選組に討たれた宮部鼎蔵の仇を討つべく再び京へ向かったが、7月11日、公武合体派で開国論者の重鎮、佐久間象山が西洋の馬の鞍に乗って馬上にあるところを、因州浪人・杉浦虎太郎（変名南長次郎）と2人で突然襲撃して足を斬り、落馬したところを13箇所も手傷を負わさせて死に至らしめた。すぐに門人や従者が駆けつけたので、梟首できずに逃走。三条橋に斬奸状の高札を立て、象山を西洋学を唱える開国論者で遷都を企てたと一方的に断罪して、「皇国忠義士」が国賊を斬ったという旨を告示した。白昼の犯行であり、当時の人々の手ですぐに河上と杉浦だと断定するが、2人は長州軍に紛れた。一説に、長谷川鉄之進の日記によると久坂玄瑞に外部の暗殺者として雇われていたともいう。
7月19日には禁門の変に長州側で参加した。第二次長州征伐の時も、長州軍の一員として参戦、勝利をあげた。このために後に奇兵隊の総帥に推挙されて脱隊騒動に関与することになる。
慶応3年（1867年）に説得のために帰藩するが、熊本藩は佐幕派が実権を握っていたために逆に投獄された。このため、大政奉還、王政復古、鳥羽・伏見の戦いの時期は獄舎で過ごした。慶応4年2月出獄。佐幕派であった熊本藩は、彦斎を利用して維新の波にうまく乗ろうとするが彦斎は協力を断った。しかし最期まで脱藩はしなかった。

### 明治
明治元年（1868年）、明治新政府の参与となった藩主細川護久の弟長岡護美に従って上京。この頃より、暗殺を気遣った長岡護美の助言で、高田源兵衛（こうだ げんべい、後に源兵）に改名し、その名前を用いるようになった。これは当時より、佐久間象山の息子で新選組隊士の佐久間恪二郎（三浦啓之助）が彦斎の命を狙っていると噂されていたためである。彦斎はこの年、中山道や東北地方を遊説して尊皇を説いた。
維新後、開国政策へと走る新政府は、あくまでも排外主義的な鎖国攘夷を要求する彦斎のような攘夷論者を疎ましく思っていた。三条実美や木戸孝允は、彦斎に変節をなじられたことがあり、京都の要人は彼にもはや会おうとしなくなった。三条実美は「彦斎が生きているうちは枕を高くして寝られない」と側近に漏らしていたという。
明治2年（1869年）、彦斎は鶴崎（熊本藩飛び地）に左遷され、当地に「有終館」を設立し、数百の兵士を集めて、兵法と学問を教える一方、殖産新興のため朝鮮、大阪、北海道との交易にも着手したが、藩から突然免職の通知を受け、解散した。鶴崎時代に大村益次郎暗殺事件に関与した大楽源太郎が逃げてきたので匿ったため、翌年、熊本に戻った際に二卿事件への関与が疑われたこと、続いて参議・広沢真臣暗殺事件の疑いもかけられたことで、藩獄に繋がれて、次いで江戸送りとなった。
明治4年12月4日（1872年1月13日）、日本橋小伝馬町にて斬首された。しかし、大村・広沢らの暗殺事件への彦斎の関与の度合いは低く、新政府の方針に従わず、危険な攘夷論者の反乱分子と見なされたための処刑と考えられている。彦斎ら勤皇派を封じ込めたい熊本藩の策略とする説もある。
死刑判決を受けた際の歌は2首。
辞世の歌も2首。後者は轟武兵衛に贈ったもの。
享年37。戒名は應観法性信士（応観法性信士）。
墓は東京都大田区の池上本門寺にある。墓碑銘は正面に応観法性信士で、右側に年月日と通称高田源兵衛とある。現在は墓の前に大きな石碑が立っているが、これは池上本門寺への改葬にあたり、徳富猪一郎、男爵藤村義朗、男爵北里柴三郎、男爵安場末喜などを発起人とする河上彦斎建碑事務所が発足し、「河上彦斎先生碑」を建立したもので、このときに『河上彦斎』小伝も刊行された。
また、京都の妙法院と熊本の桜山神社に仮墓が一つずつあり、後者の林桜園の墓は肥後勤皇党と神風連の123士に列して2番目に高田源兵衛の銘で墓碑がある。

## 年譜
- 1834年（満0歳）：誕生
- 1849年（満15歳）：肥後藩主邸の茶坊主となる。皇学と兵法を学び、尊王攘夷思想を得る。
- 1862年（満28歳）：京都上洛。長州藩の久坂玄瑞、桂小五郎らと親しくなり、三条実美の信を得る。
- 1863年（満29歳）：八月十八日の政変。熊本藩を離れ長州で高杉晋作らと倒幕を準備。
- 1864年（満30歳）：京都上洛。7月、開国派の佐久間象山を斬り殺す。長州側として禁門の変に参加。
- 1866年（満32歳）：第二次長州征伐で幕府軍と戦う。
- 1867年（満33歳）：熊本藩に戻るも投獄される。
- 1868年（満34歳）：出獄。明治新政府樹立に伴い上京し、高田源兵衛に改名。熊本藩の書記軍事係として東北各藩へ帰順を求める使いとなる。
- 1869年（満35歳）：藩兵隊長として鶴崎に赴任、「有終館」設立。
- 1870年（満36歳）：7月、鶴崎を離れ、熊本に戻る。11月、捕縛される。
- 1871年（満37歳）：投獄、江戸送りへ。
- 1872年（満38歳）：斬首。

## 人物像
- 平生は礼儀正しい温和な人物であるが、反面平気で人を斬る残忍性も併せ持ち、「人斬り彦斎」、「ヒラクチ（蝮蛇）の彦斎」などと呼ばれていた。記録上に残る斬った人物で確実なのは佐久間象山だけでいつどこで誰を斬ったか確証のある史料は残されていないが、その逸話の多さから、記録に残らぬ人斬りを恒常的に行なっていたとされる。
- 「あなたは、そう人を殺しなさらぬが、それはいけません。唐辛子でも、茄子でも、あなたは取ってお上んなさるだろう。 あいつ等はそんなものです」と語った河上彦斎を、人殺しを嫌った勝海舟は「それはひどい奴[注釈 2]だったよ。しかし河上は殺されたよ。 私が殺されなかったのは、無辜を殺さなかった故かも知れんよ」と因果を語っている[18]。
- 勝海舟は熊本藩の御用が古荘嘉門を探していた時に匿った（もしくは見つけるのを邪魔した）。河上彦斎[注釈 3]、古荘、竹添進一郎が東北連合を創ったという話を聞いた際、このころ、河上は玄徳、古荘は関羽、竹添は孔明に、なったでもいるかのようなつもりになっていたと評している[20]。さらに勝は河上について「河上はそれはひどい奴サ[注釈 2]。コワクテコワクテならなかったよ。たとえば、こう話して居てサ。巌本（＝聞き手）と云うものは野心があると云う話が出ると、ハハ、アそうですかなどと空嘯いてとぼけて居るが、其日、スグト切って仕舞う。そしてあくる日は、例のごとくチャンとすまして来て、少しも変わらない。喜怒色にあらわれずだヨ。あまりに多く殺すから、或日、ワシはそう言った。『あなたのように、多く殺しては、実に可哀想ではありませんか』と言うと、『ハハア、あなたは御存じですか』と言うから、『それは分かって居ます』と言うと、落ち着き払ってネ。『ソレハあなたいけません。あなたの畠に作った茄子や胡瓜は、どうなさいます。善い加減のトキにちぎって、沢庵にでもおつけなさるでしょう。アイツラはそれと同じことです。どうせあれこれ言うて聞かせてはダメデス、早くチギッテ仕舞うのが一番です。アイツラは幾ら殺したからと言って、何でもありません』と言うのよ。己れはそう言った。『あなたは、そう無造作に、人を殺すのだから、或は己なども、ネラワレルことがあらうから、そう言っておきますが、だまつて殺されては困るから、ソンナ時は左様言うて下さい、尋常に勝負しましょう』と言うとネ、「ハハー、御じようだんどり」と言って笑うのだ。始末にいけない」これを勝は竹添に言ったが、信じなかったという[21]。
- 酒席で、仲間がある横暴な幕吏の話をしたところ、黙って聞いていた彦斎が席を立ったかと思うと、しばらくしてその幕吏の血だらけの首を袖に抱えて戻ってきて、飲み直したことがあった。彦斎に睨まれたら逃れられないことから、仲間からも「ヒラクチ（蝮蛇）の彦斎」と呼ばれ気味悪がられていた[22]。
- 彦斎の斬り方は自己流で、もっとも的確な方法として、右足を前に出してやや膝を曲げ、左足を膝が地面につくほど後ろに伸ばし、右手で斬る方法を取っていた[22]。
- 頑固で野性的、激烈な性格の反面、人情に厚く、親思いで、妻子にも優しかった[23]。

## その他
- 孫の河上利治は、武道家の傍ら右翼活動に関わり、大日本生産党第3代党首を務めた。

## 関連作品
書籍
- 『河上彦齋』（白井喬二、春陽堂書店、1943年）
- 『人斬り彦斎』（今東光、東京創元社、1957年）
- 『彦斎のつむじ』（羽山信樹短編集『幕末刺客列伝』所収、角川書店、1985年）
- 『人斬り彦斎』（五味康祐　勁文社、1985年）
- 『おれは不知火』（山田風太郎明治小説全集第6巻所収、ちくま文庫）
- 『神剣 人斬り彦斎』（葉室麟  ハルキ文庫、2018年）

漫画
- 『シノビノ』（大柿ロクロウ、週刊少年サンデー連載、小学館、2017年-2018年） - 主人公は実在した忍者の沢村甚三郎。河上は女装の悪役。

ゲーム
- 維新恋華 龍馬外伝（ディースリー・パブリッシャー、声：野島健児）
- 剣豪3（元気、PlayStation 2）

映画
- 『美男お小姓 人斬り彦斎』（佐伯清監督、日活、1955年）